# Tigone
Il tigone è un incrocio tra una tigre maschio ed una leonessa. Questo particolare incrocio è meno frequente dell'incrocio inverso, detto ligre, ottenuto da un leone maschio e una tigre femmina.

## Caratteristiche
Questi incroci avvengono normalmente solo in cattività. Infatti leoni e tigri normalmente non condividono il loro territorio e perciò non hanno molte possibilità di accoppiarsi fra di loro. Attualmente si hanno casi di coesistenza fra tigri e leoni solo nella Foresta di Gir, in India. Anticamente coesistevano in Persia e Cina. Le abitudini delle due specie sono molto differenti e rendono quindi ancora più improbabile un eventuale incrocio naturale.
Il tigone cresce meno di leoni e tigri. Questo perché la tigre maschio e il leone femmina trasmettono entrambi il loro gene inibitore della crescita. Generalmente il maschio, a seconda delle sottospecie di tigri e leoni incrociate, ha una gamma di peso tra i 100 e i 225 chilogrammi, mentre la femmina arriva tra i 75 e i 145. La lunghezza dell'animale va nei maschi da 2,25 a 2,95 metri inclusa la coda, mentre nella femmina da 2,00 a 2,50 metri. L'altezza al garrese è compresa tra 0,75 e 1,10 metri; dimensioni riscontrabili in alcune sottospecie di leoni e tigri.
I tigoni maschi conosciuti sono sterili, mentre le femmine sono fertili. Ci sono già stati casi in cui un tigone femmina si è accoppiato con una tigre e ha dato vita a un titigone, mentre in un singolo caso è stato scoperto il figlio di un tigone femmina con un leone: il litigone.